# Гросс, Христофор
Христофор Гросс (также Христиан Фридрих; 1696—1742) — российский учёный германского происхождения, академик на кафедре нравоучительной философии.

## Карьера
Родился в Вюртемберге, окончил Тюбингенский университет. Защитил магистерскую диссертацию «De Praejudicio quod adcrescit veritatibus primariis per imprudentem & vitiosum earum nexum cum doctrinis accessoriis, minus necessariis, incertis, saepe etiam falsis» в 1721 году , прибыл в Санкт-Петербург вместе с Бильфингером в 1725 году и в следующем году получил звание профессора. В 1728 году при Академии наук начали издаваться «Санкт-Петербургские ведомости», которые, по свидетельству Мюллера, Гросс составлял в течение первых шести месяцев их издания . В 1731 году Гросс оставил Академию, так как был назначен секретарём посольства брауншвейг-вольфенбюттель-бланкенбургского двора в Санкт-Петербурге. Пользуясь доверенностью графа Остермана, он иногда по его поручению писал разные деловые бумаги. 9 декабря 1732 года избран иностранным почетным членом Петербургской академии наук.
По восшествии на престол Елизаветы Петровны был вместе с графом Остерманом привлечён к суду, так как была найдена написанная его рукой бумага — извлечение из донесения об интригах маркиза де-ла-Шетарди, которое Остерман хотел представить правительнице Анне Леопольдовне. Ещё до окончания дела Гросс в 1742 году застрелился. Его рукописи были сохранены в академической библиотеке.

## Родственники
Его брат, Генрих Гросс, служил в русском посольстве при князе Антиохе Кантемире. Он перевёл на немецкий язык «Lettres Moscovites» с возражениями против них, писанными князем Кантемиром, под заглавием: «Die Sogenannte Moscowitische Briefe etc.» (1738). Умер в 1765 году в звании русского полномочного министра в Лондоне.